# Партия реформ (Палестина)
Партия реформ (حزب الاصلاح) была основана Хусейном аль-Халиди в Дженине (подмандатная Палестина) 23 июня 1935 года. Секретарями партии были Хусейн аль-Халиди, Махмуд Абу Хадра и Шибли аль-Джамаль.